# The Raven (альбом Лу Рида)
The Raven — девятнадцатый сольный студийный альбом американского рок- музыканта Лу Рида, выпущенный 28 января 2003 года на лейбле Sire Records. Это концептуальный альбом, обращающийся к рассказам и стихотворениям Эдгара Аллана По через слово и песню. Альбом основан на его опере Лу Рида POEtry 2000 года, написанной в соавторстве с Робертом Уилсоном.
The Raven представляет новые и очень отличающиеся версии двух песен, которые Рид выпустил на более ранних альбомах: «Perfect Day» (первоначально вошедшая в «Transformer» 1972 года) и «The Bed» (из «Berlin» 1973 года). Помимо Рида, в альбоме приняли участие несколько приглашенных вокалистов, в том числе Лори Андерсон, Дэвид Боуи, Энтони Хегарти, Стив Бушеми и Уиллем Дефо. Сопродюсер альбома Хэл Уилнер ранее курировал трибьют -альбом «Closed on Account of Rabies», также посвящённый творчеству По .
Запись была одновременно выпущена в виде двухдискового сета и в отредактированной однодисковой версии. Обложку создал художник и режиссёр Джулиан Шнабель. The Raven стал последним сольным рок-альбомом Рида, поскольку альбом Hudson River Wind Meditations 2007 года полностью состоял из медитативной музыки нью-эйдж, а Lulu 2011 года был совместным рок-альбомом с хэви-метал группой Metallica.

## Трек-лист
Все композиции написаны Лу Ридом .

### Лимитированное двух-дисковое издание

#### Disc 1: Act 1: The Play
1. «The Conqueror Worm»
2. «Overture»
3. «Old Poe»
4. «Prologue (Ligeia)»
5. «Edgar Allan Poe»
6. «The Valley of Unrest»
7. «Call on Me»
8. «The City in the Sea/Shadow»
9. «A Thousand Departed Friends»
10. «Change»
11. «The Fall of the House of Usher»
12. «The Bed»
13. «Perfect Day»
14. «The Raven»
15. «Balloon»

#### Disc 2: Act 2
1. «Broadway Song»
2. «The Tell-Tale Heart (Pt. 1)»
3. «Blind Rage»
4. «The Tell-Tale Heart (Pt. 2)»
5. «Burning Embers»
6. «Imp of the Perverse»
7. «Vanishing Act»
8. «The Cask»
9. «Guilty», spoken
10. «Guilty», sung
11. «A Wild Being from Birth»
12. «I Wanna Know (The Pit and the Pendulum)»
13. «Science of the Mind»
14. «Annabel Lee — The Bells»
15. «Hop Frog»
16. «Every Frog Has His Day»
17. «Tripitena’s Speech»
18. «Who Am I? (Tripitena’s Song)»
19. «Courtly Orangutans»
20. «Fire Music»
21. «Guardian Angel»

### Одно-дисковое издание
1. «Overture»
2. «Edgar Allan Poe»
3. «Call on Me»
4. «The Valley of Unrest»
5. «A Thousand Departed Friends»
6. «Change»
7. «The Bed»
8. «Perfect Day»
9. «The Raven»
10. «Balloon»
11. «Broadway Song»
12. «Blind Rage»
13. «Burning Embers»
14. «Vanishing Act»
15. «Guilty»
16. «I Wanna Know (The Pit and the Pendulum)»
17. «Science of the Mind»
18. «Hop Frog»
19. «Tripitena’s Speech»
20. «Who Am I? (Tripitena’s Song)»
21. «Guardian Angel»